# 黄桐
黄桐（学名：Endospermum chinense）为大戟科黄桐属下的一个种。